# 상상꾸러기 모나
《상상꾸러기 모나》(Mona the Vampire)는 1999년부터 2003년까지 쿠키자 그룹의 전신인 시나 프로덕션에서 제작한 애니메이션 프로그램이다.내 친구 아서보다 11개국 많은 93개국에서 방영되었으며,국내에서는 투니버스를 통해 2004년에서 2005년 사이에 '상상꾸러기 모나'라는 제목으로 방영되었으며, 명탐정 코난에서 코난 역을 맡았던 김선혜 성우를 포함해 양정화 성우 등이 더빙에 참여하기도 했다.다른 이름으로는 뱀파이어 소녀 모나 정도가 있다.